# Хан (титла)
Вижте пояснителната страница за други значения на Хан.
 Тази статия е за тюрко-монголската титла.  За предполагаемата прабългарска титла вижте Кан (титла).  За други значения вижте Хан.
Хан е владетелска титла, произлизаща от Централна Азия и разпространена най-вече сред монголите и тюрките. Понякога се превежда като „крал“. Ханът управлява ханство или хаганат. „Хан“ е измежду безбройните титли, използвани от султаните на Османската империя, както и от водачите на Златната орда и наследилите я народи. Вероятно най-известните хора с титлата „хан“ са монголският Чингис хан и внукът му Кубилай хан, първият основал Монголската империя, а вторият – династията Юен в Китай. Властващите потомци на Чингис хан са се наричали „Великите ханове“.
В продължение на дълги години използваната от българските владетели Омуртаг и Маламир титла „канасубиги“ е транскрибирана на съвременен български като „великия хан“. Титлата е използвана на места в историографията и за останалите владетели на Първата българска държава преди официалното приемане на християнството, въпреки че няма други преки сведения за нейната употреба. От началото на 90-те години на 20 век в българската историография започва да се налага транскрипцията „кан“.

## Произношение
Хан управлява ханство (понякога се произнася ханат 'от монголски: хаант, хаант'). В монголски език „хан“ се произнася също с двойно „а“ като „хаан“. Хаант означава „с хаан“, като „ханска нация“ или „нация с хан“ или ханство. Когато е уместно като владетел на монархията, хан се превежда също като „цар“ или „принц“, макар и неправилно.

## Владетели, ханове и династии
Първоначално хановете са оглавявали относително малки племенни образувания, обикновено живеещи във или в близост до по-голямата евразийската степ, за разлика от почти безкрайното шествие на номадските народи, посочени в историята на съседните уседнали региони, предимно в Европа и Далечния изток.
Един от най-ранните показателни примери за такива княжества в Европа е Дунавска България (най-вероятно също като Стара Велика България), управлявана от хан или кан най-малко от 7 до 9 век. Следва да се отбележи, че титлата „хан“ не е доказана и написана директно в текстовете, отнасящи се до български владетели – единствено подобна титла, открита дотогава, е „канасубиги“ и се среща само в надписите на трима последователни български владетели, а именно Крум, Омуртаг и Маламир (дядо, син и внук). В Първата българска държава има титли за благородници, свързани с думата „хан“ като кавхан, таркан и боритаркан и по аналогия учените извличат титлата „хан“ или „кан“ за първите български лидери – предположението е, че ако е имало кавхан, има вероятност да е имало също хан. Има исторически извори, които наричат българския владетел Καμπαγάνος (Кампаганос), вероятно в резултат на неправилното тълкуване на „кан Паган“ в книгата на патриарх Никофор. Като цяло обаче надписи, както и други източници, посочват върховен владетел на Дунавска България с титли, които съществуват в езика на надписите – archontes („архонт“), което означава „командир или „следовател“ на гръцки, и knyaze („княз“), което означава „главатар“ или „принц“ на славянски език. Сред най-известните български ханове са хан Кубрат, основател на Стара Велика България, хан Аспарух – основателят на Дунавска България (днешна България), хан Тервел, известен с това, че разбива арабски нашественици, като по този начин спасява Европа, хан Крум „Грозни“. Счита се, че „хан“ е официалната титла на българския владетел до 864 г., когато княз Борис I приема християнството.
След смъртта на Чингис хан през 1227 г. империята е разделена между четиримата му сина, като третият става върховен хан. До 1350-те г. отделните ханства достигат състояние на разпадане и редът, установен от Чингис хан, вече е изгубен. С времето те се откъсват едно от друго и се превръщат в отделни държави – Илханатът в Иран, Чагатайското ханство в Централна Азия, монголската династията Юен в Китай и бъдещата Златна орда в днешна Русия. Все пак Чингиз е толкова известен, колкото Цезар на Запад.
Китайските императори от династията Мин са били също така известни като ханове от монголите и джурчените. Титлата е използвана и от джурченските владетели, обединили манджурите и създали династията Цин в Китай.